# 大阪市立生野小学校
大阪市立生野小学校（おおさかしりつ いくのしょうがっこう）は、大阪府大阪市生野区にあった公立小学校。2022年3月に閉校し、周辺の小中学校計5校との統合で大阪市立義務教育学校生野未来学園へと再編された。

## 沿革
明治時代初期に当時の東成郡舎利寺村（町村制施行で生野村）に設置された小学校・第五大区一小区六番小学校（舎利寺小学校）を起源としている。当初は東成郡舎利寺村153番地（現在の生野区舎利寺1丁目）・舎利寺境内に校舎を設置していたが、1898年に現在地（当時・生野村林寺1番地）に移転している。
開校当初は舎利寺小学校と称していたが、1892年に生野尋常小学校と称するようになった。1911年には高等科を併設している。
1907年には大阪府天王寺師範学校（大阪教育大学の前身）附属小学校の機能を併せ持つようになった。しかし12年後の1919年には、附属小学校機能を廃止している。
高等科は1928年、地域の高等科を集約した高等科単独の高等小学校・鶴橋高等小学校へ移管されることになり廃止された。
1920年代後半から1930年代前半（昭和時代初期）には地域の児童数増加により周辺地域で新設校が次々と設置されたため、従来の校区の一部を鶴橋第五（のちの勝山、1928年設置）、生野第二（のちの東桃谷、1930年設置）、生野第三（のちの林寺、1934年設置）の各尋常小学校の校区へと変更している。
1941年の国民学校令により、大阪市生野国民学校と称した。太平洋戦争の戦局悪化により、1944年以降大阪市の国民学校では学童疎開を実施することになった。縁故に頼らない児童は学校単位での集団疎開に参加することになっていた。疎開先の府県は各行政区ごとに割り当てられ、生野区の国民学校には奈良県方面が指定された。生野国民学校では奈良市および添上郡大安寺村（現在は奈良市に編入）・櫟本町（現在の天理市）への疎開を実施している。
1945年6月15日の第四次大阪大空襲では、校舎を半焼する被害を受けた。
終戦後の学制改革に伴い、1947年に大阪市立生野小学校となった。また新制小学校発足と同時の1947年4月1日付で、従来の校区を分離して大阪市立田島小学校が開校している。さらに1951年には大阪市立舎利寺小学校を分離している。

### 学校統廃合
2016年には生野区役所が「生野区西部地域学校再編整備計画」を打ち出した。生野区のうち区西部地域において、小規模校化している地域の小学校と中学校を再編して、各小学校と中学校を「一小一中」で対応させる形で小中連携教育を実施する構想を策定した。
大阪市立生野中学校と同中学校区の4小学校（林寺小学校、生野小学校、舎利寺小学校、西生野小学校）については、5校を統合する形で、従来の生野中学校と西生野小学校の敷地を使用して、2022年度に「大阪市立義務教育学校生野未来学園」を設置することになった。このことに伴い、生野小学校は2022年3月に閉校した。

### 年表
- 1877年6月 - 第五大区一小区六番小学校として創立。
- 1879年3月 - 公立舎利寺小学校に改称。
- 1892年 - 東成郡生野尋常小学校に改称。
- 1898年5月 - 現在地に移転。
- 1907年10月 - 大阪府天王寺師範学校附属小学校第二部の機能を併設。
- 1911年4月 - 高等科を併設。東成郡生野尋常高等小学校と改称。
- 1919年 - 大阪府天王寺師範学校附属小学校第二部を廃止。
- 1925年4月1日 - 生野村が大阪市に編入されたことに伴い、大阪市生野尋常高等小学校と改称。
- 1928年2月 - 高等科を新設の鶴橋高等小学校へ移管。大阪市生野尋常小学校と改称。
- 1928年4月 - 大阪市鶴橋第五尋常小学校開校に伴い校区縮小。
- 1930年 - 大阪市生野第二尋常小学校開校に伴い校区縮小。また従来の校区の一部を鶴橋第五校の校区へ編入。
- 1934年3月 - 大阪市生野第三尋常小学校を分離。
- 1941年4月1日 - 国民学校令により生野国民学校に改称。
- 1944年 - 学童疎開を実施。
- 1945年6月 - 大阪大空襲で校舎全焼。
- 1947年4月1日 - 学制改革により大阪市立生野小学校に改称。また同日大阪市立田島小学校を分離。
- 1951年4月1日 - 大阪市立舎利寺小学校を分離。
- 1974年4月 - 養護学級を開設。
- 2022年3月 - 閉校

## 通学区域
- 大阪市生野区 生野東1丁目-3丁目のそれぞれ一部、生野東4丁目の全域、舎利寺2丁目・3丁目のそれぞれ一部。

卒業生は大阪市立生野中学校に進学していた。

## 交通
- 大阪環状線 寺田町駅 北東へ約1.5km
- 関西本線（大和路線） 東部市場前駅 北へ約1.5km。
- 大阪シティバス 舎利寺バス停。